# 维默地区弗基耶尔
维默地区弗基耶尔（法語：Feuquières-en-Vimeu，法語發音：[føkjɛʁ ɑ̃ vimø]），或纯音译作弗基耶尔昂维默，是法国上法兰西大区索姆省的一个市镇，属于阿布维尔区。

## 地理
维默地区弗基耶尔（50°3'41"N, 1°36'18"E）面积7.99 平方千米，位于法国上法蘭西大區索姆省，该省份为法国北部沿海省份，北起加来海峡省和北部省，西接滨海塞纳省和大西洋英吉利海峡，南至瓦兹省，东临埃纳省。
与维默地区弗基耶尔接壤的市镇（或旧市镇、城区）包括：艾涅维尔、谢皮、弗雷塞讷维尔、尼巴、瓦利讷。
维默地区弗基耶尔的时区为UTC+01:00、UTC+02:00（夏令时）。

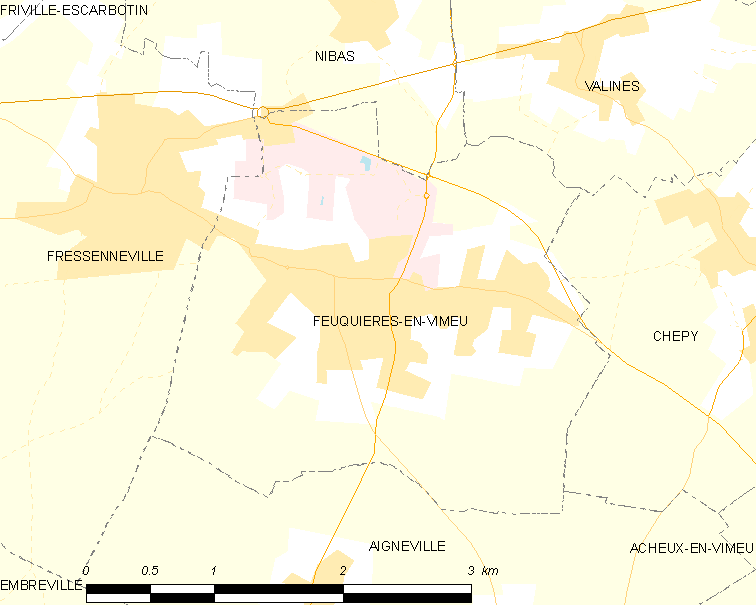
维默地区弗基耶尔的OSM定位图

## 行政
维默地区弗基耶尔的邮政编码为80210，INSEE市镇编码为80308。

## 政治
维默地区弗基耶尔所属的省级选区为加马什县。

## 人口

1962-2008年间维默地区弗基耶尔人口变化图示

维默地区弗基耶尔于2022年1月1日时的人口数量为2432人。